# Liste der Kulturdenkmale in Apolda
In der Liste der Kulturdenkmale in Apolda sind alle Kulturdenkmale der thüringischen Kreisstadt Apolda (Landkreis Weimarer Land) und ihrer Ortsteile aufgelistet (Stand: 26. April 2012).

## Legende
- Bild: zeigt ein Bild des Kulturdenkmals und gegebenenfalls einen Link zu weiteren Fotos des Kulturdenkmals im Medienarchiv Wikimedia Commons
- Bezeichnung: Name, Bezeichnung oder die Art des Kulturdenkmals
- Lage: Wenn vorhanden Straßenname und Hausnummer des Kulturdenkmals; Grundsortierung der Liste erfolgt nach dieser Adresse. Der Link Karte führt zu verschiedenen Kartendarstellungen und nennt die Koordinaten des Kulturdenkmals.
 Kartenansicht, um Koordinaten zu setzen – in dieser Kartenansicht sind Kulturdenkmale ohne Koordinaten mit einem roten bzw. orangen Marker dargestellt und können in der Karte gesetzt werden. Kulturdenkmale ohne Bild sind mit einem blauen bzw. roten Marker gekennzeichnet, Kulturdenkmale mit Bild mit einem grünen bzw. orangen Marker.
- Datierung: gibt das Jahr der Fertigstellung beziehungsweise das Datum der Erstnennung oder den Zeitraum der Errichtung an
- Beschreibung: bauliche und geschichtliche Einzelheiten des Kulturdenkmals, vorzugsweise die Denkmaleigenschaften
- ID: Die ID identifiziert das Kulturdenkmal eindeutig. In Thüringen sind aktuell keine IDs veröffentlicht. In der ID-Spalte kann sich auch folgendes Icon  befinden, dies führt zu Angaben zu diesem Kulturdenkmal bei Wikidata.

## Apolda
Denkmalensembles
| Bild                                    | Bezeichnung                                                                           | Lage                          | Datierung | Beschreibung | ID |
| --------------------------------------- | ------------------------------------------------------------------------------------- | ----------------------------- | --------- | --- | -- |
| weitere Bilder Fotos hochladen          | Markt                                                                                 | Markt (Karte)                 |           | Markt mit umgebenden Grundstücken bzw. Bebauung mit folgenden Einzeldenkmalen: - Markt 1 (Rathaus), Markt 3a, 4, 5, 6, 7, 10, 11, 12, Mönchsgasse 2 |    |
| weitere Bilder Fotos hochladen          | Schloss Apolda einschließlich Schlossbereich mit Anlagen, Wegen und Gebäuden          | (Karte)                       |           | |    |
| Direkt Bild zu diesem Denkmal hochladen | Bahnhofstraße (zwischen Dornburger Straße und Bahnhof) mit folgenden Einzeldenkmalen: | Bahnhofstraße                 |           | |    |
| Direkt Bild zu diesem Denkmal hochladen | Alexanderstraße 12–18                                                                 | Alexanderstraße               |           | |    |
| Direkt Bild zu diesem Denkmal hochladen | Gartenstadtsiedlung mit folgenden Grundstücken:                                       | Koordinaten fehlen! Hilf mit. |           | |    |
| BW                                      | Wohn- und Fabrikgebäude Parkstraße 39, 41, 43, 45 und Utenbacher Straße 59            | (Karte)                       |           | |    |

Einzeldenkmale
| Bild                                    | Bezeichnung                                                                                | Lage                                                        | Datierung | Beschreibung | ID |
| --------------------------------------- | ------------------------------------------------------------------------------------------ | ----------------------------------------------------------- | --------- | --- | -- |
| Direkt Bild zu diesem Denkmal hochladen | Wohnhaus                                                                                   | Alexanderstraße 14/16                                       |           | |    |
| Direkt Bild zu diesem Denkmal hochladen | Wohnhaus                                                                                   | Alexanderstraße 39                                          |           | |    |
| weitere Bilder Fotos hochladen          | Denkmal Zimmermann                                                                         | Alexander-Puschkin-Platz                                    |           | |    |
| Direkt Bild zu diesem Denkmal hochladen | Wohn- und Geschäftshaus mit Hofgebäuden                                                    | Alexander-Puschkin-Platz 4                                  |           | |    |
| Fotos hochladen                         | Kaufhaus                                                                                   | August-Bebel-Straße 2                                       |           | |    |
| Direkt Bild zu diesem Denkmal hochladen | Wohn- und Geschäftshaus                                                                    | August-Bebel-Straße 8–10                                    |           | |    |
| weitere Bilder Fotos hochladen          | [[Eiermann-Bau\|Wohn- und Fabrikgebäude – ehemaliges Feuerlöschgerätewerk (Eiermann-Bau)]] | Auenstraße 9/11/13 (Karte)                                  | 1938      | |    |
| Fotos hochladen                         | Wohnhaus Schilling, mit wandfester Ausstattung und Tor                                     | Auenstraße 51                                               |           | |    |
| Fotos hochladen                         | Wohn- und Geschäftshaus                                                                    | Am Brückenborn 2                                            |           | |    |
| Direkt Bild zu diesem Denkmal hochladen | Wohn- und Geschäftshaus                                                                    | Am Brückenborn 3                                            |           | |    |
| Fotos hochladen                         | Wohn- und Geschäftshaus                                                                    | Am Brückenborn 4                                            |           | |    |
| Fotos hochladen                         | Sparkasse                                                                                  | Am Brückenborn 5                                            |           | |    |
| weitere Bilder Fotos hochladen          | Brunnen und Figur (Brückenborn)                                                            | Am Brückenborn                                              |           | |    |
| Direkt Bild zu diesem Denkmal hochladen | Wohnhaus und Fabrikgebäude                                                                 | An der Karlsquelle 4 und 6                                  |           | |    |
| weitere Bilder Fotos hochladen          | Stadthaus                                                                                  | Am Stadthaus 1                                              |           | |    |
| Fotos hochladen                         | Hochwassertafel                                                                            | Bachstraße 46                                               |           | |    |
| Fotos hochladen                         | Villa Opel                                                                                 | Bachstraße 11                                               |           | |    |
| Fotos hochladen                         | Pestalozzischule                                                                           | Bachstraße 23                                               |           | |    |
| Direkt Bild zu diesem Denkmal hochladen | Wohn- und Geschäftshaus                                                                    | Bachstraße 28                                               |           | |    |
| weitere Bilder Fotos hochladen          | Ehrenmal für die Opfer des Faschismus                                                      | Bahnhofstraße                                               |           | |    |
| Direkt Bild zu diesem Denkmal hochladen | Wohn- und Geschäftshaus                                                                    | Bahnhofstraße 21                                            |           | |    |
| Fotos hochladen                         | Polizeiinspektion                                                                          | Bahnhofstraße 23                                            |           | |    |
| Fotos hochladen                         | Fabrikgebäude – „Zimmermannsbau“                                                           | Bahnhofstraße 28, Dornburger Straße 15 und 17, Ackerwand 16 |           | |    |
| weitere Bilder Fotos hochladen          | Glockenmuseum                                                                              | Bahnhofstraße 41 (Karte)                                    | 1952      | |    |
| weitere Bilder Fotos hochladen          | Villa (Kunsthaus)                                                                          | Bahnhofstraße 42 (Karte)                                    | 1995      | |    |
| weitere Bilder Fotos hochladen          | Villa (Bibliothek)                                                                         | Bahnhofstraße 43                                            |           | |    |
| weitere Bilder Fotos hochladen          | Postgebäude                                                                                | Bahnhofstraße 46 (Karte)                                    | 1898      | Mit einem vom Reichstag bewilligten Baukostenzuschuss von 275.000 Reichsmark wurde das neue Postgebäude errichtet und am 28. September 1898 eingeweiht. |    |
| Direkt Bild zu diesem Denkmal hochladen | Wohnhaus mit Seitenflügel (jetzt Kindergarten)                                             | Bahnhofstraße 49                                            |           | |    |
| Direkt Bild zu diesem Denkmal hochladen | Wohnhaus und Fabrikgebäude                                                                 | Bahnhofstraße 54                                            |           | |    |
| Direkt Bild zu diesem Denkmal hochladen | Wohnhaus                                                                                   | Bahnhofstraße 55                                            |           | |    |
| Direkt Bild zu diesem Denkmal hochladen | Wohn- und Geschäftshaus sowie Gartenhaus                                                   | Bahnhofstraße 62                                            |           | Das Gartenhaus ist in den 2010er Jahren abgebrannt und wurde 2019–2020 abgerissen. Zudem liegt in der Denkmalliste ein Fehler vor; das Gebäude zu der das Gartenhaus gehört und das wohl gemeint ist, ist Nr. 62a, während Nr. 62 in den Jahren 2019–2020 abgerissen wurde. |    |
| weitere Bilder Fotos hochladen          | Bahnhof mit Treppenanlage                                                                  | Bahnhofstraße 69 (Karte)                                    |           | |    |
| weitere Bilder Fotos hochladen          | Prager-Haus                                                                                | Bernhard-Prager-Gasse 8 (Karte)                             |           | |    |
| Direkt Bild zu diesem Denkmal hochladen | Wohnhäuser – Doppelvilla                                                                   | Bernhardstraße 21–23                                        |           | |    |
| Direkt Bild zu diesem Denkmal hochladen | Wohn- und Geschäftshaus                                                                    | Brühl 1                                                     |           | |    |
| Direkt Bild zu diesem Denkmal hochladen | Gartenhaus                                                                                 | Darrplatz                                                   |           | |    |
| Direkt Bild zu diesem Denkmal hochladen | Wohnhaus                                                                                   | Dornburger Straße 8                                         |           | |    |
| Direkt Bild zu diesem Denkmal hochladen | Wohnhaus                                                                                   | Dornburger Straße 10                                        |           | |    |
| Fotos hochladen                         | Geschwister-Scholl-Schule                                                                  | Dornburger Straße 14                                        |           | |    |
| Direkt Bild zu diesem Denkmal hochladen | Wohn- und Geschäftshaus                                                                    | Dornsgasse 7                                                |           | |    |
| weitere Bilder Fotos hochladen          | Bergschule                                                                                 | Dr.-Theodor-Neubauer-Straße                                 |           | |    |
| Fotos hochladen                         | Wohn- und Geschäftshaus                                                                    | Dr.-Wilhelm-Külz-Straße 2                                   |           | |    |
| Direkt Bild zu diesem Denkmal hochladen | Fabrikgebäude                                                                              | Dr.-Wilhelm-Külz-Straße 4                                   |           | |    |
| Fotos hochladen                         | Schule „Am Schötener Grund“                                                                | Friedrich-Engels-Straße 2a                                  |           | |    |
| Direkt Bild zu diesem Denkmal hochladen | Geschäftshaus                                                                              | Goerdelerstraße 4                                           |           | |    |
| Direkt Bild zu diesem Denkmal hochladen | Fabrikgebäude „Breitenborn & Hamel“                                                        | Goerdelerstraße 33–39 (Bachstraße 34)                       |           | |    |
| Direkt Bild zu diesem Denkmal hochladen | Verwaltungsgebäude des ehemaligen Elektrizitätswerks                                       | Heidenberg 50/52                                            |           | |    |
| Fotos hochladen                         | Parkanlage                                                                                 | Herressener Promenade                                       |           | |    |
| Direkt Bild zu diesem Denkmal hochladen | Villa und Gartenanlage                                                                     | Herressener Straße 28                                       |           | |    |
| Direkt Bild zu diesem Denkmal hochladen | Wohn- und Geschäftshaus                                                                    | Jenaer Straße 1                                             |           | |    |
| Direkt Bild zu diesem Denkmal hochladen | Gerichtsgebäude und Gefängnis, mit Einfriedung                                             | Jenaer Straße 8                                             |           | |    |
| Direkt Bild zu diesem Denkmal hochladen | Wohnhaus                                                                                   | Karl-August-Straße 2                                        |           | |    |
| weitere Bilder Fotos hochladen          | Bismarckturm                                                                               | Leipziger Straße (Karte)                                    |           | |    |
| Direkt Bild zu diesem Denkmal hochladen | ehemaliges Kinderheim                                                                      | Lessingstraße 34                                            |           | |    |
| Direkt Bild zu diesem Denkmal hochladen | Wohnhaus                                                                                   | Lessingstraße 58                                            |           | |    |
| Direkt Bild zu diesem Denkmal hochladen | Villa                                                                                      | Lessingstraße 62                                            |           | |    |
| Direkt Bild zu diesem Denkmal hochladen | Villa                                                                                      | Louis-Opel-Straße 8                                         |           | |    |
| weitere Bilder Fotos hochladen          | Rathaus                                                                                    | Markt 1 (Karte)                                             |           | |    |
| Fotos hochladen                         | Wohn- und Geschäftshaus                                                                    | Markt 3a                                                    |           | |    |
| Direkt Bild zu diesem Denkmal hochladen | Wohn- und Geschäftshaus                                                                    | Markt 4                                                     |           | |    |
| Direkt Bild zu diesem Denkmal hochladen | Wohn- und Geschäftshaus                                                                    | Markt 5                                                     |           | |    |
| Direkt Bild zu diesem Denkmal hochladen | Wohn- und Geschäftshaus                                                                    | Markt 6                                                     |           | |    |
| Direkt Bild zu diesem Denkmal hochladen | Wohn- und Geschäftshaus                                                                    | Markt 7                                                     |           | |    |
| Fotos hochladen                         | Wohn- und Geschäftshaus                                                                    | Markt 10                                                    |           | |    |
| Fotos hochladen                         | Wohn- und Geschäftshaus und Hofgebäude                                                     | Markt 11                                                    |           | |    |
| Fotos hochladen                         | Wohn- und Geschäftshaus                                                                    | Markt 12                                                    |           | |    |
| Direkt Bild zu diesem Denkmal hochladen | Hoftor                                                                                     | Martinsgasse 2                                              |           | |    |
| weitere Bilder Fotos hochladen          | Martinskirche                                                                              | Martinsplatz (Karte)                                        |           | Die Apoldaer Martinskirche wird 1119 zum ersten Mal urkundlich erwähnt. Tatsächlich sind noch heute Reste romanischen Mauerwerks sowie ein romanisches Altarfundament vorhanden. Auch die zwei raumgliedernden Rundbogen mit ihren Kapitellen (besonders die Würfelkapitelle des vorderen Bogens) sowie die mittleren Portale auf der Nord- und Südseite deuten auf die Romanik. |    |
| weitere Bilder Fotos hochladen          | Lutherkirche                                                                               | Melanchthonplatz (Karte)                                    |           | Die Lutherkirche befindet sich in der Stadtmitte am Melanchthonplatz und ist das größte der vier Apoldaer Gotteshäuser. Die Lutherkirche wurde von dem Berliner Architekten Johannes Otzen entworfen und 1890–1894 erbaut. Auffällig ist die Anlehnung an den für Thüringen unüblichen Stil der Backsteingotik.                                                                  |    |
| Direkt Bild zu diesem Denkmal hochladen | Wohnhaus                                                                                   | Mönchsgasse 2                                               |           | |    |
| Direkt Bild zu diesem Denkmal hochladen | Wohnhaus                                                                                   | Mönchsgasse 8                                               |           | |    |
| Direkt Bild zu diesem Denkmal hochladen | Wohnhaus                                                                                   | Moskauer Straße 18                                          |           | |    |
| Direkt Bild zu diesem Denkmal hochladen | Hausgarten einschließlich Architekturelementen                                             | Moskauer Straße 20                                          |           | |    |
| Direkt Bild zu diesem Denkmal hochladen | Wohnhaus                                                                                   | Moskauer Straße 26                                          |           | |    |
| Direkt Bild zu diesem Denkmal hochladen | Wohnhaus                                                                                   | Moskauer Straße 28                                          |           | |    |
| Direkt Bild zu diesem Denkmal hochladen | sowjetischer Ehrenfriedhof mit Ehrenmal                                                    | Oststraße                                                   |           | |    |
| Direkt Bild zu diesem Denkmal hochladen | Trafohaus                                                                                  | Parkstraße                                                  |           | |    |
| Direkt Bild zu diesem Denkmal hochladen | Wohnhaus                                                                                   | Promenadenstraße 2                                          |           | |    |
| Direkt Bild zu diesem Denkmal hochladen | Wohnhaus und Fabrikgebäude                                                                 | Promenadenstraße 34/36/38                                   |           | |    |
| Direkt Bild zu diesem Denkmal hochladen | Wohnhaus                                                                                   | Ritterstraße 8                                              |           | |    |
| Direkt Bild zu diesem Denkmal hochladen | Wohn- und Geschäftshaus mit Fabrikgebäuden                                                 | Ritterstraße 37                                             |           | |    |
| Direkt Bild zu diesem Denkmal hochladen | Pfarrhaus                                                                                  | Ritterstraße 43                                             |           | |    |
| weitere Bilder Fotos hochladen          | Eisenbahnviadukt                                                                           | Robert-Koch-Straße (Karte)                                  |           | |    |
| Fotos hochladen                         | ehemalige Glockengießerei                                                                  | Robert-Koch-Straße 2                                        |           | |    |
| Direkt Bild zu diesem Denkmal hochladen | Wohnhaus                                                                                   | Robert-Koch-Straße 13                                       |           | |    |
| Direkt Bild zu diesem Denkmal hochladen | Parkanlage                                                                                 | Schötener Promenade                                         |           | |    |
| weitere Bilder Fotos hochladen          | Katholische Kirche St. Bonifatius und Pfarrhaus                                            | Stobraer Straße (Karte)                                     |           | |    |
| Direkt Bild zu diesem Denkmal hochladen | Krankenhaus                                                                                | Stobraer Straße 2                                           |           | |    |
| Direkt Bild zu diesem Denkmal hochladen | Carolinenheim                                                                              | Stobraer Straße 65/67                                       |           | |    |
| Direkt Bild zu diesem Denkmal hochladen | Wohnblock                                                                                  | Straße des Friedens 1, 3, 5, 7                              |           | |    |
| weitere Bilder Fotos hochladen          | Schloss Apolda                                                                             | Unterm Schloß (Karte)                                       |           | |    |
| Direkt Bild zu diesem Denkmal hochladen | Brücke (südlich der Brauerei)                                                              | Wehrweg                                                     |           | |    |
| Direkt Bild zu diesem Denkmal hochladen | Wohnhaus                                                                                   | Weilandstraße 3                                             |           | |    |
| Direkt Bild zu diesem Denkmal hochladen | Villa Wiener                                                                               | Wienerweg 4                                                 |           | |    |

## Herressen
Einzeldenkmale
| Bild                                    | Bezeichnung                   | Lage                | Datierung | Beschreibung | ID |
| --------------------------------------- | ----------------------------- | ------------------- | --------- | ------------ | -- |
| weitere Bilder Fotos hochladen          | Kirche                        | (Karte)             |           |              |    |
| Direkt Bild zu diesem Denkmal hochladen | Tor und Wirtschaftsgebäude    | Apoldaer Straße 109 |           |              |    |
| Direkt Bild zu diesem Denkmal hochladen | Wohnhaus                      | Apoldaer Straße 112 |           |              |    |
| Direkt Bild zu diesem Denkmal hochladen | Wohnhaus (ehemalige Ziegelei) | Apoldaer Straße 120 |           |              |    |
| Direkt Bild zu diesem Denkmal hochladen | ehemalige Schule              | Kirchgasse 95       |           |              |    |

## Nauendorf
Einzeldenkmale
| Bild                                    | Bezeichnung | Lage                                   | Datierung | Beschreibung | ID |
| --------------------------------------- | ----------- | -------------------------------------- | --------- | ------------ | -- |
| Direkt Bild zu diesem Denkmal hochladen | Ilmbrücke   | Ortslage                               |           |              |    |
| weitere Bilder Fotos hochladen          | Wegweiser   | Mattstedter Weg / Wickerstedter Straße |           |              |    |

## Oberndorf
Einzeldenkmale
| Bild                           | Bezeichnung     | Lage    | Datierung | Beschreibung                              | ID |
| ------------------------------ | --------------- | ------- | --------- | ----------------------------------------- | -- |
| weitere Bilder Fotos hochladen | St.-Anna-Kirche | (Karte) |           | Die Kirche St. Anna wurde 1713 vollendet. |    |

## Oberroßla
Einzeldenkmale
| Bild                           | Bezeichnung                      | Lage                          | Datierung | Beschreibung | ID |
| ------------------------------ | -------------------------------- | ----------------------------- | --------- | --- | -- |
| weitere Bilder Fotos hochladen | Kirche mit Kirchhof              | (Karte)                       |           | |    |
| Fotos hochladen                | Wohnhaus (ehemalige Poststation) | Leipziger Straße 10 (Karte)   |           | |    |
| Fotos hochladen                | Gehöft (Pfarrei)                 | Platz des Friedens 11 (Karte) |           | |    |
| Fotos hochladen                | Gehöft                           | Platz des Friedens 14 (Karte) |           | |    |
| Fotos hochladen                | Portal                           | Straße der Einheit 3 (Karte)  |           | Auf dem Grundstück stand bis 2013 eine alte Fachwerk-Mühle, die bei einem Brand bis auf die Grundmauern vernichtet wurde. |    |
| Fotos hochladen                | Gehöft (ehemaliges Goethegut)    | Straße der Einheit 12 (Karte) |           | |    |
| Fotos hochladen                | Gehöft (ehemaliges Goethegut)    | Straße der Einheit 14 (Karte) |           | Das Gebäude wurde im Juni 2015 abgebrochen.                                                                               |    |

## Rödigsdorf
Einzeldenkmale
| Bild                           | Bezeichnung | Lage    | Datierung | Beschreibung | ID |
| ------------------------------ | ----------- | ------- | --------- | ------------ | -- |
| weitere Bilder Fotos hochladen | Kirche      | (Karte) |           |              |    |

Bodendenkmal
| Bild                           | Bezeichnung                           | Lage | Datierung | Beschreibung | ID |
| ------------------------------ | ------------------------------------- | --- | --------- | --- | -- |
| weitere Bilder Fotos hochladen | Steinkreuz, Franzosenkreuzchen        | Ecke B 87 und „Am Kreuzsteine“ (Karte)                                                                                                 |           | |    |
| Fotos hochladen                | Steinkreuz, Wegekreuz, Franzosenstein | Etwa 600 m südöstlich des Ortes an einer Feldwegkreuzung, am nordöstlichen Rand des Weges, der in südöstlicher Richtung ins Feld führt |           | Das Kreuz konnte am 17. Juni 2015 an der beschriebenen Stelle nicht gefunden werden. Es wurde möglicherweise im Zuge von Feldarbeiten entfernt. |    |

## Schöten
Einzeldenkmale
| Bild                           | Bezeichnung | Lage                          | Datierung | Beschreibung                                                                                              | ID |
| ------------------------------ | ----------- | ----------------------------- | --------- | --- | -- |
| weitere Bilder Fotos hochladen | Kirche      | Dorfstraße, Ortsmitte (Karte) |           | Das aktuelle Bild zeigt den Zustand der Kirche im Juni 2015. Der Zustand im Jahre 1977 ist hier zu sehen. |    |
| Fotos hochladen                | Pfarrhaus   | Dorfstraße 53                 |           | |    |

Bodendenkmal
| Bild | Bezeichnung | Lage | Datierung | Beschreibung | ID |
| ---- | ----------- | --- | --------- | ------------ | -- |
| BW   | Steinkreuz  | Etwa 550 m ostnordöstlich des Ortes, gegenüber der Einmündung des vom Ort kommenden Weges in den Fahrweg Apolda – Hermstedt, am nordöstlichen Rand dieses Weges (Karte) |           |              |    |

## Sulzbach
Denkmalensemble
| Bild                           | Bezeichnung                                                    | Lage    | Datierung | Beschreibung | ID |
| ------------------------------ | -------------------------------------------------------------- | ------- | --------- | ------------ | -- |
| weitere Bilder Fotos hochladen | Kirche, Kirchhof, Pfarrei, Kirchberg 204/205, ehemalige Schule | (Karte) |           |              |    |

Einzeldenkmale
| Bild                                    | Bezeichnung                                 | Lage                    | Datierung | Beschreibung | ID |
| --------------------------------------- | ------------------------------------------- | ----------------------- | --------- | ------------ | -- |
| weitere Bilder Fotos hochladen          | Kirche                                      | (Karte)                 |           |              |    |
| Fotos hochladen                         | Bogenbrücke über den Sulzbach               | Apoldaer Straße (Karte) |           |              |    |
| Direkt Bild zu diesem Denkmal hochladen | Brücke                                      | Sulzbacher Straße       |           |              |    |
| Direkt Bild zu diesem Denkmal hochladen | ehemaliges Mühlengebäude und Tor mit Portal | Kirchberg 203           |           |              |    |
| Direkt Bild zu diesem Denkmal hochladen | Pfarrei                                     | Kirchberg 204           |           |              |    |

Bodendenkmal
| Bild | Bezeichnung | Lage           | Datierung | Beschreibung | ID |
| ---- | ----------- | -------------- | --------- | ------------ | -- |
| BW   | Steinkreuz  | Flur 4 (Karte) |           |              |    |

## Utenbach
Einzeldenkmale
| Bild                                    | Bezeichnung         | Lage                                       | Datierung | Beschreibung | ID |
| --------------------------------------- | ------------------- | ------------------------------------------ | --------- | ------------ | -- |
| weitere Bilder Fotos hochladen          | St.-Hilarius-Kirche | (Karte)                                    |           |              |    |
| Direkt Bild zu diesem Denkmal hochladen | Tor und Portal      | An der Mühle 16                            |           |              |    |
| weitere Bilder Fotos hochladen          | Wegweiser           | an der Weggabelung der Straße nach Kösnitz |           |              |    |
| Direkt Bild zu diesem Denkmal hochladen | Pfarrei mit Portal  | Wormstedter Straße 9                       |           |              |    |

## Zottelstedt
Einzeldenkmale
| Bild                                    | Bezeichnung              | Lage                                                          | Datierung | Beschreibung | ID |
| --------------------------------------- | ------------------------ | ------------------------------------------------------------- | --------- | ------------ | -- |
| weitere Bilder Fotos hochladen          | St.-Vitus-Kirche         | (Karte)                                                       |           |              |    |
| Fotos hochladen                         | Steigerturm und Backhaus | Dorfplatz 18                                                  |           |              |    |
| Direkt Bild zu diesem Denkmal hochladen | Mühlengehöft (Obermühle) | Zur kleinen Aue                                               |           |              |    |
| Direkt Bild zu diesem Denkmal hochladen | Obermühle                | Zur kleinen Aue 114 Flur 1 / Flurstück(e) 109/1, 109/4, 109/5 |           | Mühlengehöft |    |

Bodendenkmal
| Bild            | Bezeichnung                | Lage | Datierung | Beschreibung | ID |
| --------------- | -------------------------- | --- | --------- | ------------ | -- |
| Fotos hochladen | Steinkreuz, Franzosenkreuz | Etwa 400 m südöstlich des Ortes, 10 m östlich der Landstraße Zottelstedt – Apolda, 15 m südlich der Ilm |           |              |    |

## Quelle
- Denkmalliste Landkreis Weimarer Land. (PDF; 929 kB) weimarerland.de

- Karte mit allen verlinkten Seiten:
- OSM |
- WikiMap